# Hemicyclops spinulosus
Hemicyclops spinulosus is een eenoogkreeftjessoort uit de familie van de Clausidiidae. De wetenschappelijke naam van de soort is voor het eerst geldig gepubliceerd in 1998 door Itoh & Nishida.